# Lea Sophie Scholz
Lea Sophie Scholz (Berlín, 16 de mayo de 1999) es una deportista alemana que compite en patinaje de velocidad sobre hielo. Ganó una medalla de plata en el Campeonato Europeo de Patinaje de Velocidad sobre Hielo en Distancia Individual de 2024, en la prueba de persecución por equipos.

## Palmarés internacional
| Campeonato Europeo en Distancia Individual | Campeonato Europeo en Distancia Individual | Campeonato Europeo en Distancia Individual | Campeonato Europeo en Distancia Individual |
| Año                                        | Lugar                                      | Medalla                                    | Prueba                                     |
| ------------------------------------------ | ------------------------------------------ | ------------------------------------------ | ------------------------------------------ |
| 2024                                       | Heerenveen (Países Bajos)                  | Medalla de plata                           | Persecución por equipos                    |